# Centrale idroelettrica di Morasco
La centrale idroelettrica "Piero Ferrerio" di Morasco  è situata ad un'altitudine di 1815 m s.l.m. sulle rive del Lago di Morasco, nel comune di Formazza, in provincia del Verbano-Cusio-Ossola.
La centrale, inaugurata nel 1957 e intitolata a Piero Ferrerio, presidente dell'Edison dal 1944, è interamente edificata in galleria. È la prima centrale in cui venne sfruttata in modo ampio l'automazione, viene infatti completamente controllata dalla stazione di Ponte, sempre nel comune di Formazza.

## Caratteristiche
Si tratta di una centrale a serbatoio che sfrutta le acque del Lago del Sabbione (il più grande bacino del Piemonte gestito da Enel e secondo in tutto l'arco alpino) a quota 2.460 m s.l.m.
I macchinari consistono in due gruppi turbina/alternatore, con turbina Pelton ad asse orizzontale.